# Taisuke Muramatsu
Taisuke Muramatsu (jap. 村松 大輔 Muramatsu Taisuke; ur. 16 grudnia 1989) – japoński piłkarz. Obecnie występuje w Shimizu S-Pulse.

## Kariera klubowa
Od 2008 roku występował w klubach Honda FC, Shonan Bellmare, Shimizu S-Pulse, Tokushima Vortis i Vissel Kobe.

## Kariera reprezentacyjna
Został powołany do kadry na Igrzyska Olimpijskie w 2012 roku.